# Фридрих Фром
Фридрих Фром (Берлин, 8. октобар 1888 — Бранденбург на Хафелу, 12. март 1945) је био генерал у Немачкој армији и вршио је дужност команданта резервне армије од 1937. године. У периоду између 1939. и 1944. је вршио и функцију команданта наоружања Рајха. Стрељан је 1945. зато што је био упознат са планом за атентат Хитлера, али није био спреман ништа да предузме да га спречи.

## Биографија
Фридрих Фром је био регрутован у Немачку војску на почетку Првог светског рата и до краја рата је напредовао до чина поручника. Након рата је остао у војсци, где је служио под командом генерала Лудвига Бека. На почетку Хитлерове владавине, Фром је имао велико поверење у њега. Али како је време пролазило све мање се слагао са његовим начином вођења рата. Од 1942. се залагао за потписивање мира са Совјетским Савезом. Из тог разлога је толерисао рад завереника који су планирали убиство Хитлера, међу којима и Лудвига Бека и Клауса фон Штауфенберга. Пошто није био спреман да се удружи са завереницима, он није имао њихово поверење.

### Јулска завера
Након што су му Фридрих Олбрихт и Албрехт Мерц фон Квирнхајм 20. јула 1944. јавили да је атентат на Хитлера успео и да су послали телеграм са наређењем Немачкој армији да спроведе наређење које налаже Операција Валкира, Фром је побеснео. Након што је телефоном позвао Вучју јазбину и разговарао са фелдмаршалом Кајтелом, који му је рекао да је Хитлер само лакше рањен, наредио је да се завереници ухапсе. Али је убрзо савладан, разоружан и стављен у притвор.
Након што је покушај атентата пропао, снаге лојалне режиму су надвладале заверенике и ослободиле Фрома из притвора. Фром је након тога отишао у Штауфенбергову канцеларију и све заверенике прогласио кривим за издају. Беку је дозволио да изврши самоубиство, док су остали завереници ускоро стрељани. Ово је било супротно Хитлеровом наређењу који је захтевао да се завереници ухвате живи. Фром је овако поступио да би прикрио било какве доказе који би могли да укажу на то да је он био упознат са планом завереника.
Када је на место догађаја дошао Јозеф Гебелс, рекао је Фрому да је много брзо одлучио да све сведоке сахрани. Фромове двоструке радње не успевају да га спасу. Већ током ноћи Хитлер почиње да сумња у њега. Хајнрих Химлер га је ухапсио 21. јула и довео пред народни суд. Фром је био оптужен за непријављивање завере против Хитлера. Проглашен је кривим и погубљен 12. марта 1945. године.